# SBT Interior RJ
SBT Interior RJ é uma emissora de televisão brasileira sediada em Nova Friburgo, cidade do estado do Rio de Janeiro. Opera no canal 3 (24 UHF digital) e é uma emissora própria do SBT, sendo pertencente ao Grupo Silvio Santos. Sua operação funciona remotamente a partir da sede do SBT Rio, na capital fluminense, e sua antena de transmissão está no alto do Maciço da Caledônia.

## História
O Grupo Silvio Santos recebeu a outorga do canal 3 VHF de Nova Friburgo em 26 de janeiro de 1979, após decreto assinado pelo presidente Ernesto Geisel. Na época, o grupo controlava apenas o canal 11 do Rio de Janeiro, que estava no ar desde 1976.
A TVS Nova Friburgo foi inaugurada em 5 de junho de 1982, um ano após a criação do SBT, da qual se tornou a quinta emissora própria. Sua inauguração se deu com um coquetel promovido para 200 convidados na sede do Nova Friburgo Country Clube, que teve a presença do diretor regional do SBT, Moysés Weltman, e do prefeito de Nova Friburgo, Alencar Pires Barroso. Manteve a sigla "TVS" até 1990, quando passou a se chamar SBT Nova Friburgo, e em 2014, passou a ter o nome atual.
Em 14 de novembro de 2016, a emissora passou a produzir sua programação a partir dos estúdios do SBT Rio na capital fluminense, mantendo seu departamento de jornalismo em Nova Friburgo até janeiro de 2017, quando todo o quadro de funcionários do setor foi demitido. Desde então, apenas o setor operacional da emissora continua funcionando no Centro de Nova Friburgo, mas controlado de maneira remota pelo SBT Rio.

## Sinal digital
| Canal virtual | Canal digital | Resolução de tela | Programação                                    |
| ------------- | ------------- | ----------------- | ---------------------------------------------- |
| 3.1           | 24 UHF        | 1080i             | Programação principal do SBT Interior RJ / SBT |

Transição para o sinal digital
Com base no decreto federal de transição das emissoras de TV brasileiras do sinal analógico para o digital, o SBT Interior RJ, bem como as outras emissoras de Nova Friburgo, cessou suas transmissões pelo canal 3 VHF em 12 de dezembro de 2018, seguindo o cronograma oficial da ANATEL.

## Programas
Em seus anos iniciais, a programação da emissora era representada pelo jornalismo, tendo a exibição do Jornal da Cidade, apresentado por Paulo Carvalho. Durante boa parte da década de 1990 e no início da década de 2000, atuou quase como uma mera retransmissora de rede e da sua filial carioca, sendo exceção apenas os intervalos comerciais.
Em 2 de maio de 2005, para suprir a falta de programação local, a emissora estreou o SBT Jornal, com a apresentação de Paulo Carvalho. Nos intervalos, também eram exibidos programetes, como o SBT Comunidade, voltado a pequenas matérias sobre fatos do interior do estado, e o SBT Empresarial, dedicado a novidades sobre negócios. Em 14 de abril de 2008, estreou o Programa Atual, produzido em parceria com a TV Zoom, canal por assinatura local, e apresentado por Luciana Ferraz. De início, era exibido diariamente de segunda a sexta, mas na década seguinte passou para as manhãs de domingo, ficando no ar até 2021.
Nessa mesma época, também era exibido o programa de televendas Master Oferta, com Ferdinanda Maia e Alessandra Ribeiro, que ficou no ar entre 2010 e 2016. Em 2012, o SBT Jornal passou a se chamar SBT Cidade, mantendo o mesmo formato anterior e migrando para a faixa noturna, antecedendo o SBT Brasil. Paulo Carvalho continuou a apresentar o noticiário até maio de 2014, quando morreu vítima de uma parada cardíaca aos 64 anos. Após sua morte, Salutiel Filót assumiu a apresentação do telejornal, que ficou no ar até 26 de agosto de 2022, quando cedeu espaço ao SBT Rio 2.ª edição, gerado pelo SBT Rio, atualmente chamado de Tá na Hora Rio. Desde então, a emissora não exibe programas locais.